# Torteval
Torteval (dgèrnésiais Tortévas) – miasto na wyspie Guernsey (Wyspy Normandzkie), w terytorium o tej samej nazwie; 990 mieszkańców, gęstość zaludnienia 313,9 osób na km² (2006); ośrodek przemysłowy. Nazwa wyspy pochodzi od słowa w języku dgèrnésiais oznaczającego "okrężną dolinę". W centrum miasteczka znajduje się kościół zbudowany w 1818 roku, w którym znajdują się najstarsze na Wyspach Normandzkich dzwony. Południowe wybrzeże wyspy ma budowę klifową. Na północnym zachodzie znajduje się niewielki port rybacki nazywany Portelet.